# Les Bordes-Aumont
Les Bordes-Aumont är en kommun i departementet Aube i regionen Grand Est (tidigare regionen Champagne-Ardenne) i nordöstra Frankrike. Kommunen ligger  i kantonen Bouilly som ligger i arrondissementet Troyes. År 2022 hade Les Bordes-Aumont 539 invånare.

## Befolkningsutveckling
Antalet invånare i kommunen Les Bordes-Aumont
Referens: INSEE